# Markus Büchel (bispo)
Markus Büchel (nascido a 9 de agosto de 1949 em Rütli) é um bispo católico suíço da Diocese Católica Romana de São Galo.

## Biografia
Büchel estudou filosofia e teologia católica romana na Universidade de Friburgo. Ele foi ordenado sacerdote em São Galo. Em 17 de setembro de 2006, Büchel foi ordenado bispo da Diocese Católica Romana de São Galo.